# Samčí laktace
Samčí laktace je tvorba mléka v mléčných žlázách samců, např. za přítomnosti fyziologických stimulů spojených s přítomností sajících mláďat. Toto je dobře zdokumentováno u kaloňe  hnědého  (Dyacopterus spadiceus).
Termín „mužská laktace“ se v humánním lékařství nepoužívá. Byl použit v populární literatuře při popisu jevu známého jako mužská galaktorea, což je u lidí dobře doložený stav. Mimo to se občas tvoří mléko (zvané novorozenecké mléko) u novorozenců obojího pohlaví – to se za mužskou laktaci nepovažuje.

## Historie výzkumu
O mužskou laktaci se zajímal Alexander von Humboldt, který ve svém díle Voyage aux régions équinoxiales du Nouveau Continent (Cesta do rovníkových oblastí Nového kontinentu) psal o obyvateli vesnice Arenas (poblíž města Cumaná ve Venezuele), který údajně kojil svého syna po dobu tří měsíců, kdy byla jeho manželka nemocná , i Charles Darwin, který o mužské laktaci ve svém díle O původu člověka (1871) říká toto:
| „ | Je dobře známo, že samci všech savců včetně lidí mají zakrslé mléčné žlázy. Tyto se v několika případech dobře vyvinuly a poskytovaly dostatek mléka. Jejich přítomnost u obou pohlaví je také dokázána zvětšením těchto žláz u obou pohlaví při infekci spalniček. | “ |
| — | |   |

Později Darwin považoval funkci mužských bradavek za téměř dokonalou ve srovnání s výrazně zredukovanými strukturami, například u orgánu vesicula prostatica, přičemž spekuloval, že u raných předchůdců savců byla kojení schopna obě pohlaví a následně se savci vyvinuli tak, že samci tuto schopnost v raném věku potlačili.

## Evoluce a biologie
U mnoha samců savců bylo pozorováno, jak dochází k produkci mléka v mimořádných či patogenních podmínkách jako je extrémní stres, při krmení kastrovaných zvířat fytoestrogeny či u zvířat s nádorem na hypofýze.[zdroj⁠?!] Proto se spekulovalo, že i když by většina savců byla laktace schopna, neposkytuje to ani samcům, ani celému druhu žádnou evoluční výhodu. I když by samci mohli teoretický zvýšit svou pravděpodobnost předat své geny tím, že by zkvalitnili výživu svých potomků mužskou laktací, většina samců si vytvořila jiné strategie, jako je například páření s dalšími partnerkami. V současnosti je známo jen velmi málo druhů, u kterých se vyskytuje samčí laktace a zatím není dobře známo, jaké evoluční faktory řídí rozvoj tohoto atributu.

## Samčí laktace u zvířat
Fenomén samčí laktace se vyskytuje i u několika dalších druhů, zejména u kaloně hnědého (Dyacopterus spadiceus), jehož samci, u kterých dojde k laktaci, pomáhají s kojením mláďat. Mimoto jsou také známy případy laktace u kozlů, kocourů a samců morčat.

## Mužská laktace u lidí
Ke spontánní laktaci občas dochází u hladovějících mužů, například po druhé světové válce byly pozorovány tisíce takových případů u válečných zajatců opouštějících koncentrační tábory. Fenomén úspěšného mužského kojení byl v několika případech pozorován věrohodným způsobem. Tyto případy však nejsou dostatečně zdokumentovány natolik, aby umožnily rozlišit od případů případné patologické galaktorey. Mužské mléčné žlázy jsou sice zakrnělé, ale mohou být aktivovány hormonálně či častým drážděním bradavky.

### KnihaUmění mužského kojení
V lednu 2013 česká média informovala o tom, že se chystá vydání knihy Umění mužského kojení, ve které měl nizozemský vědec Piet de Vries dokazovat, že kojení je schopný každý muž. Během pár dní vyšlo najevo, že kniha i vědec jsou smyšlení a že šlo o součást reklamní kampaně ING Životní pojišťovny upozorňující na rakovinu prsu, respektive pojištění proti rakovině prsu a ženských pohlavních orgánů.